# David O’Leary (Bischof)
David O’Leary OMI (* 19. August 1880 in Kimberley (Südafrika); † 12. August 1958) war Apostolischer Vikar von Transvaal.

## Leben
David O’Leary trat der Ordensgemeinschaft der Oblatenmissionare bei und empfing am 10. Juli 1910 die Priesterweihe. Am 13. Mai 1925 wurde er von Papst Pius XI. zum Apostolischen Vikar von Transvaal und zum Titularbischof von Fesseë ernannt. Die Bischofsweihe empfing er am 8. September 1925 von Bischof Henri Delalle OMI, als einer der ersten südafrikanischen Bischöfe. Er trat am 25. November 1950 von seinem Amt zurück und starb am 12. August 1958.